# Jóvenes Demócratas de Estados Unidos
Los Jóvenes Demócratas de Estados Unidos (en inglés Young Democrats of America, YDA) son el ala juvenil del Partido Demócrata de los Estados Unidos. La YDA funciona como :una organización separada del Comité Nacional Demócrata; tras la aprobación de la Ley de Reforma de Campañas Bipartidistas, se convirtió en una organización 527 independiente. Los miembros del grupo son demócratas de entre 14 y 35 años, y sus actividades políticas se centran en aumentar la participación electoral de los jóvenes.

## Liderazgo
Los miembros eligen a siete directivos nacionales cada dos años en la Convención Nacional de la organización en los años impares y a dos representantes en la Convención Demócrata Nacional en los años pares. Estos directivos se encargan de la gestión diaria de la organización. Recientemente, se eligió a los directivos en la Convención Nacional de la YDA de 2023 en Las Vegas.
Entre las convenciones nacionales, el órgano de gobierno de YDA es el Comité Nacional, que está compuesto por el presidente y dos representantes del comité nacional de cada unidad constituida, junto con los presidentes de las doce asambleas electorales, ocho directores regionales, ocho presidentes de comités selectos y los nueve directivos elegidos individualmente.
El Presidente, el Miembro del Comité Nacional Demócrata y la Miembro del Comité Nacional Demócrata son miembros del Comité Nacional Demócrata y superdelegados para cualquier Convención Nacional Demócrata que se celebre durante sus mandatos.

### Responsables nacionales de 2023-2025
- Presidente: Quentin Avola Wathum-Ocama de Minnesota[3]
- Vicepresidenta ejecutiva: Dyna Martinez de Indiana[3]
- Vicepresidenta del Este: Gabriela Koc de Connecticut[3]
- Vicepresidenta del Sur: Hannah Perkins de Georgia[3]
- Vicepresidente del Medio Oeste: Spencer Dirrig de Ohio[3]
- Vicepresidenta del Oeste: Kathleen Durkin de Washington[3]
- Secretaria: Lezlie Braxton Campbell de Massachusetts[3]
- Tesorería: Sam Jane de Virginia[3]

### 2022–2025 Miembros del Comité Nacional Demócrata
- Representante del Comité Nacional Demócrata: Steph Campanha Wheaton de Nueva Jersey[3]
- Representante del Comité Nacional Demócrata: Katherine Jeanes de Carolina del Norte[3]

### Miembros nacionales natos
- Presidente de la Asociación de Presidentes de Unidad Colegiados: Jovan Richards de Nueva York[4]
- Presidente del Consejo de Presidentes de Caucus: Zachary Shartiag de Illinois

### Antiguos líderes
Entre los líderes del partido demócrata y los cargos electos demócratas que han sido miembros de la Junta Directiva Nacional de la YDA se encuentran los siguientes:
- Representante de EE.UU: Steny Hoyer
- Exsenador estadounidense Warren Magnuson
- Exrepresentante de EE.UU: Allan Turner Howe
- Exalcalde de Little Rock: Mark Stodola
- Exalcalde de Nueva Orleans: Chep Morrison
- Exsecretario general de la Asamblea Parlamentaria de la Organización para la Seguridad y la Cooperación en Europa: R. Spencer Oliver
- Secretario de Estado de Nuevo México: Maggie Toulouse Oliver
- Exconcejal de Chattanooga and y Miembro del Comité Ejecutivo Estatal del Partido Demócrata de Tennessee : Chris Anderson
- Exmiembro de la Cámara de Representantes de Texas :Lena Guerrero
- Exmiembro de la Cámara de Representantes de Míchigan: Isaac Robinson
- Concejal del Condado de King: Joe McDermott
- Secretaria de Estado de Carolina del Norte: Elaine Marshall

## Convenciones nacionales celebradas
Jóvenes Demócratas se compone de "unidades autorizadas", una por cada estado o territorio de EE. UU. La YDA celebra una Convención Nacional cada dos años durante el verano de los años impares, con normas complejas sobre el número de votos que puede emitir cada unidad autorizada. El Comité Nacional de la YDA se reúne al menos dos veces al año y está formado por el presidente de cada unidad autorizada, dos representantes de diferentes identidades de género de cada unidad autorizada y otros cargos y presidentes de comités y grupos.
- 2025: Philadelphia, PA
- 2023: Las Vegas, NV
- 2021: Cincinnati, OH
- 2019: Indianapolis, IN
- 2017: Dallas, TX
- 2015: Los Ángeles, CA
- 2013: San Antonio, TX
- 2011: Louisville, KY
- 2009: Chicago, IL
- 2007: Dallas, TX
- 2005: San Francisco, CA
- 2003: Buffalo, NY
- 2001: Nueva York, NY
- 1999: Little Rock, AR
- 1997: Miami, FL
- 1995: Nueva Orleans, LA
- 1993: Merrillville, IN
- 1991: San Luis, MO
- 1989: Columbus, OH
- 1987: Phoenix, AZ
- 1985: Miami, FL
- 1983: Charleston, WV
- 1981: Richmond, VA